# SV Limburgia in het seizoen 1963/64
Het seizoen 1963/1964 was het 10e jaar in het bestaan van de Brunssumse betaaldvoetbalclub Limburgia. De club kwam uit in de Tweede divisie B en eindigde daarin op de zesde plaats. Tevens deed de club mee aan het toernooi om de KNVB beker, hierin werd de club in de tweede ronde uitgeschakeld door De Volewijckers (0–2).

## Wedstrijdstatistieken

### Tweede divisie B
|       | AGOVV | Baronie | D.F.C. | De Graafschap | Helmondia '55 | Hermes DVS | LONGA | N.E.C. | NOAD  | Roda JC | SVV   | Vitesse | Wageningen | Wilhelmina | Xerxes |
| ----- | ----- | ------- | ------ | ------------- | ------------- | ---------- | ----- | ------ | ----- | ------- | ----- | ------- | ---------- | ---------- | ------ |
| Thuis | 3 – 1 | 1 – 0   | 0 – 1  | 2 – 1         | 2 – 3         | 0 – 4      | 2 – 0 | 0 – 6  | 2 – 2 | 2 – 1   | 1 – 0 | 0 – 2   | 8 – 1      | 1 – 1      | 1 – 0  |
| Uit   | 2 – 3 | 1 – 2   | 0 – 0  | 1 – 0         | 0 – 2         | 4 – 1      | 2 – 2 | 7 – 1  | 2 – 2 | 1 – 2   | 3 – 3 | 3 – 3   | 1 – 3      | 5 – 0      | 3 – 0  |

### KNVB beker
| 1e ronde                                  | Limburgia                       | 2 – 1 (1 – 1, 1 – 1) Na verlenging | BVV                    |
| 29 september 1963 Plaats: Brunssum Venweg | Harm Posthuma 40' Reinders 118' |                                    | 25' Wim van Helvoort   |
| 2e ronde                                  | Limburgia                       | 0 – 2 (0 – 1)                      | De Volewijckers        |
| 17 november 1963 Plaats: Brunssum Venweg  |                                 |                                    | 20', 85' Piet Boogaard |

## Statistieken Limburgia 1963/1964

### Eindstand Limburgia in de Nederlandse Tweede divisie B 1963 / 1964
| Stand | Gespeeld | Gewonnen | Gelijk | Verloren | Punten | Doelpunten voor | Doelpunten tegen |
| ----- | -------- | -------- | ------ | -------- | ------ | --------------- | ---------------- |
| 6e    | 30       | 13       | 7      | 10       | 33     | 49              | 58               |

### Topscorers
| #                | Naam                          | Goal |
| ---------------- | ----------------------------- | ---- |
| 1.               | Giel Stevelmans               | 16   |
| 2.               | Joop Hellemons                | 11   |
| 3.               | Karel Muyres                  | 5    |
| 3.               | Sjef Rademacher               | 5    |
| 5.               | Frans Kerens                  | 2    |
| 5.               | Jan Vrancken                  | 2    |
| 7.               | Jacques van de Brekel         | 1    |
| 7.               | Anton Dormans                 | 1    |
| 7.               | Paul Ewe                      | 1    |
| 7.               | Willy Hofman                  | 1    |
| 7.               | Jan Hoogen                    | 1    |
| 7.               | Frans Stalman                 | 1    |
| Eigen doelpunten |                               |      |
| –                | Addy Brouwers (Baronie)       |      |
| –                | Ton van de Weerd (Wageningen) |      |
| Totaal           | Totaal                        | 49   |

| #      | Naam          | Goal |
| ------ | ------------- | ---- |
| 1.     | Harm Posthuma | 1    |
| 1.     | Reinders      | 1    |
| Totaal | Totaal        | 2    |